# Polyplacidae
Polyplacidae es una familia de piojos de la superfamilia Anoplura, los piojos chupadores. La familia posee una distribución cosmopolita. En el año 2010 se habían descripto 193 especies.
Estos son piojos entre pequeños a medianos. Por lo general poseen dimorfismo sexual. Sus antenas poseen cinco segmentos y tienen patas anteriores pequeñas, delgadas y con garras. Sus patas intermedias y las traseras son de tamaño similar, o las patas traseras algo más largas.
Los piojos de esta familia son parásitos de muchas especies de mamíferos pequeños, incluidos equimíidos, cuises, conejos, liebres, chinchillas, galagos, lemures, ardillas, musarañas, ratas de abazones, tupayas, damanes, y platacantomíidos.
Los miembros de esta familia son bastante variables, la descripción actual y la información molecular parece indicar que la familia es parafilética. Por ello se requiere de estudios adicionales y una revisión para hacer que la descripción de la familia sea más exacta.

## Géneros
Entre los géneros de esta familia se cuentan:
- Abrocomaphthirus[3]
- Ctenophthirus
- Cuyana
- Docophthirus
- Eulinognathus
- Fahrenholzia
- Galeophthirus
- Haemodipsus
- Johnsonpthirus
- Lagidiophthirus
- Lemurpediculus
- Lemurphthirus
- Linognathoides
- Mirophthirus
- Neohaematopinus
- Phthirpediculus
- Polyplax
- Proenderleinellus
- Sathrax
- Scipio
- Typhlomyophthirus